# Meleagre (regent)
Meleagre (en llatí Meleager, en grec antic Μελέαγρος) fill de Neoptòlem, fou efímer regent del Regne de Macedònia el 323 aC.
Era un oficial macedoni que va servir amb distinció a Alexandre el Gran. Apareix a la guerra contra els getes l'any 335 aC i a la batalla del Grànic el 334 aC on dirigia una de les divisions (τάξεις) de la falange, lloc que va conservar en les següents campanyes. Després fou nomenat comandant junt amb Koinos i Ptolemeu (fill de Seleuc) per dirigir les tropes formades per noucasats que des de Cària van ser enviades de retorn a Macedònia per passar l'hivern, i es van reunir amb Alexandre a Gòrdion el 333 aC. Va participar també a les batalles d'Issos i Arbela. Junt amb Cràter d'Orèstia va desallotjar als perses dels passos a Perside; també va participar en el creuament del riu Hidaspes i altres operacions a l'Índia. Tot i així mai no fou elevat a un comandament destacat.
A la mort d'Alexandre, segons Justí va ser el primer a proposar la proclamació com a reis de Filip III Arrideu o d'Hèrcules, en lloc d'esperar que Roxana donés a llum; Quint Curti Ruf en canvi diu que va criticar a Perdicas d'Orèstia per la seva ambició i se'n va anar de la reunió. Diodor de Sicília diu que va anar a veure les tropes que estaven a punt del motí per calmar-les i que es va unir als amotinats. El cert és que Meleagre va ser el primer opositor a Perdicas d'Orèstia i va assolir el comandament de la infanteria, que s'havia declarat en favor de Filip Arrideu; va arribar a donar l'orde d'executar a Perdicas cosa que Perdicas va evitar al tenir el suport de la cavalleria (almenys de la majoria) i de molts generals. Meleagre va romandre a Babilònia i la gent de Perdicas va sortir de la ciutat. Abans del trencament definitiu es va arribar a un acord, per mediació d'Èumenes de Càrdia, que dividia l'autoritat reial entre Arrideu i el fill pòstum d'Alexandre i Roxana Alexandre IV de Macedònia i mentre Meleagre quedava associat a Perdicas en la regència.
Perdicas va deixar creure a Meleagre que tot estava assegurat però no va trigar a tenir a les seves mans Arrideu i un dia, en presència del rei, Perdicas va convocar l'exèrcit i va demanar el càstig de tots els que estaven implicats en els darrers disturbis. La infanteria, agafada per sorpresa, no va poder fer res i 300 acusats de motí van ser executats. No van atacar Meleagre però va considerar més segur de fugir. Es va refugiar a un temple on el van localitzar i assassinar. amb coneixement de Perdicas (323 aC).